# UCLA Bruins football
La squadra di football degli UCLA Bruins rappresenta la University of California, Los Angeles (detta UCLA). 
I Bruins competono nella Football Bowl Subdivision (FBS) della National Collegiate Athletics Association (NCAA) e nella South Divisions della Pacific-12 Conference. 
La squadra è allenata dal 2018 da Chip Kelly. La squadra ha goduto del periodo di maggior successo negli anni cinquanta, in cui vinse il suo titolo nazionale e tre titoli di conference. Il programma ha prodotto 28 scelte del primo giro del Draft NFL, 30 selezioni All-American unanimi e un vincitore dell'Heisman Trophy, Gary Beban. La maggior rivalità è con gli USC Trojans.

## Titoli nazionali

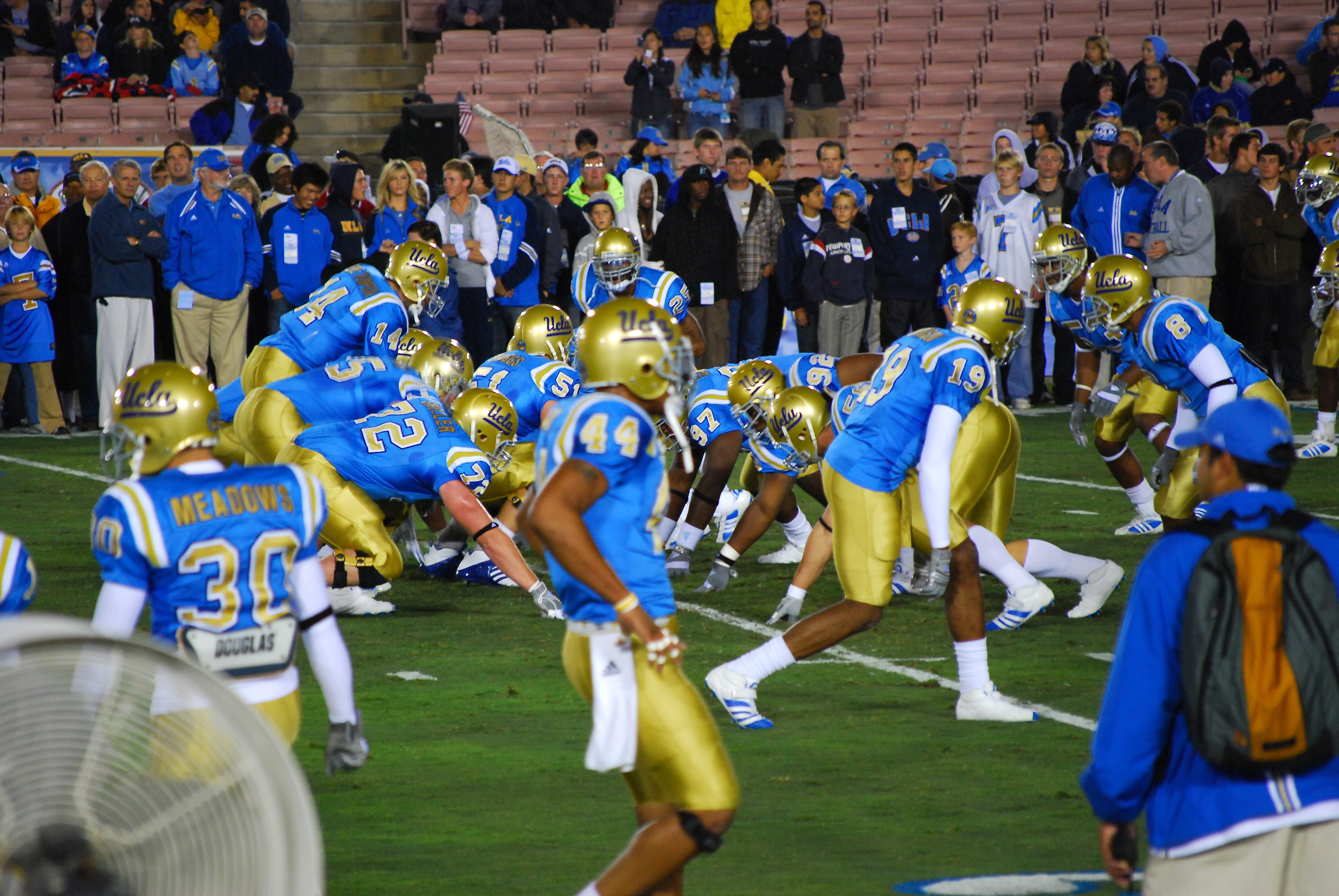
I Bruins sulla linea di scrimmage.

| Anno                    | Allenatore              | Selettore               | Record    | Bowl |
| ----------------------- | ----------------------- | ----------------------- | --------- | ---- |
| 1954                    | Red Sanders             | UPI                     | 9-0 (6-0) | -    |
| Totale titoli nazionali | Totale titoli nazionali | Totale titoli nazionali | 1         | 1    |

## Premi

### Membri della College Football Hall of Fame
- Troy Aikman (2008)
- Gary Beban (1988)
- Randy Cross (2010)[1]
- Terry Donahue (2000)
- Kenny Easley (1991)
- Tom Fears (1976)
- Billy Kilmer (1999)
- Donn Moomaw (1973)
- Jonathan Ogden (2012)[2]
- Tommy Prothro (1991)
- Jerry Robinson (1996)
- Red Sanders (1996)
- Al Sparlis (1983)
- Kenny Washington (1956)[3]

### Membri della Pro Football Hall of Fame
Cinque ex giocatori dei Bruins sono stati inseriti nella Pro Football Hall of Fame.
- Troy Aikman (2006)
- Tom Fears (1970)
- Jimmy Johnson (1994)
- Jonathan Ogden (2013)
- Bob Waterfield (1965)[4]

### Premi individuali
- Heisman Trophy

Gary Beban – 1967
- Maxwell Award

Gary Beban – 1967
- Davey O'Brien Award

Troy Aikman – 1988
- John Mackey Award

Marcedes Lewis – 2005
- Lott Trophy

Anthony Barr – 2013
- Johnny Unitas Golden Arm Award

Cade McNown – 1998
- Outland Trophy

Jonathan Ogden – 1995
Kris Farris – 1998
- Lou Groza Award

Kai Forbath – 2009
Ka'imi Fairbairn – 2015
- Morris Trophy

Attacco:
Jonathan Ogden – 1995
Xavier Su'a-Filo – 2013
Difesa:
Kenyon Coleman – 2001
Dave Ball – 2003
Allenatore dell'anno:
Dick Vermeil – 1975
Terry Donahue – 1985
Terry Donahue – 1993
Bob Toledo – 1998